# Makary (Oksijuk)
Makary, imię świeckie Michał Oksijuk (ur. 29 września 1884 w Łukowisku k/Międzyrzeca Podlaskiego, zm. 1 marca 1961 w Odessie) – metropolita warszawski i całej Polski, drugi zwierzchnik Polskiego Autokefalicznego Kościoła Prawosławnego.
W latach 1917–1922 był profesorem teologii i wykładowcą Kijowskiej Akademii Duchownej oraz Uniwersytetu Kijowskiego, następnie zaś, po zamknięciu pierwszej z wymienionych uczelni, pracownikiem biblioteki Ukraińskiej Akademii Nauk. W wieku 58 lat przyjął święcenia kapłańskie, pracował w parafiach prawosławnych Kijowa. W 1945, po złożeniu wieczystych ślubów mniszych, został wyświęcony na biskupa lwowskiego i tarnopolskiego. Wziął udział w likwidacji struktur Ukraińskiej Cerkwi Greckokatolickiej poprzez włączenie ich do Rosyjskiego Kościoła Prawosławnego.
W 1951 z polecenia patriarchy Moskwy i całej Rusi Aleksego I wyjechał do Polski i został wybrany na metropolitę warszawskiego i całej Polski. Jego działalność w Polskim Autokefalicznym Kościele Prawosławnym, zmierzająca do nadania mu charakteru rosyjskiego i ścisłej centralizacji władzy duchownej sprawiła, iż znalazł się w konflikcie z podległym mu duchowieństwem i hierarchią. Nie spełnił również oczekiwań, jakie wiązał z jego osobą Urząd ds. Wyznań. W zestawieniu ze złym stanem zdrowia duchownego wszystkie te czynniki sprawiły, iż w 1959 metropolita złożył urząd i wrócił do ZSRR, gdzie dwa lata później zmarł.

## Życiorys

### Edukacja i praca naukowa
Urodził się w rodzinie chłopskiej. Był z pochodzenia Ukraińcem. Absolwent seminarium duchownego w Chełmie (dyplom w 1907) i Kijowskiej Akademii Duchownej (w 1911). W seminarium jednym z jego nauczycieli był późniejszy metropolita warszawski i całej Polski Dionizy (Waledyński). Na studia teologiczne zdecydował się mimo faktu, iż jego rodzina nie była religijna.
Po ukończeniu wyższych studiów teologicznych został stypendystą profesorskim, zaś w 1912 docentem w katedrze patrologii i wykładowcą literatury starochrześcijańskiej. Władał językami starogreckim i łaciną, a także językiem polskim i językiem niemieckim. W 1914 uzyskał tytuł naukowy magistra nauk teologicznych za pracę poświęconą eschatologii św. Grzegorza z Nyssy. W 1917 uzyskał tytuł profesora teologii. Pracownikiem naukowym Kijowskiej Akademii Duchownej pozostawał do jej zamknięcia w 1922. Równolegle wykładał historię Bizancjum na Uniwersytecie Kijowskim. W latach 1926–1933 pracował w bibliotece Ukraińskiej Akademii Nauk w dziale starodruków. Zwolniony z pracy z powodu posiadania wykształcenia teologicznego i otwartej krytyki wojującego ateizmu, znalazł zatrudnienie w Obwodowym Oddziale Rolnym, a następnie Ludowym Komisariacie Rolnictwa USRR. Chociaż nie był członkiem partii komunistycznej, kolejno obejmował w nich stanowiska sekretarza, kierownika kadr, a wreszcie naczelnika wydziału administracyjnego Ukraińskiego Trustu Remontowego Ludowego Komisariatu Rolnictwa USRR. 
W 1941 umożliwiono mu powrót do pracy naukowej.

### Duchowny

#### Działalność w Rosyjskim Kościele Prawosławnym
W maju 1942 w wypadku ulicznym zginęła jego żona Natalia zd. Jedlińska, z którą miał syna Gleba i córkę Tatianę. W lipcu tego samego roku przyjął święcenia kapłańskie. Służył kolejno w parafiach Opieki Matki Bożej i św. Dymitra w Kijowie. W 1943 otrzymał godność protojereja. Dnia 20 kwietnia 1945 złożył wieczyste śluby zakonne, przyjmując imię zakonne Makary, i natychmiast otrzymał godność archimandryty. 
W 1945 Rosyjski Kościół Prawosławny zdecydował o utworzeniu nowej eparchii z siedzibą we Lwowie. Na jej ordynariusza typowano początkowo biskupa donieckiego i woroszyłowgradzkiego Nikona, ostatecznie jednak uznano, że odpowiedniejszym kandydatem będzie duchowny znający język ukraiński, związany z Ukrainą zachodnią, a także wykształcony tak dobrze, jak kapłani greckokatoliccy. Te czynniki przesądziły o nominowaniu na biskupa lwowskiego i tarnopolskiego właśnie archimandryty Makarego. 22 kwietnia 1945 miała miejsce jego chirotonia biskupia. Uroczystość ta odbyła się w soborze Objawienia Pańskiego w Moskwie z udziałem patriarchy moskiewskiego i całej Rusi Aleksego oraz metropolitów kijowskiego Jana i kiszyniowskiego Hieronima. Dnia 21 kwietnia 1946 został podniesiony do godności arcybiskupiej. Od 1948 do 17 marca 1950 był równocześnie biskupem mukaczewskim i użhorodzkim. Na terenie podległych mu eparchii prowadził działalność wydawniczą, działał również na rzecz odbudowywania świątyń uszkodzonych w czasie działań wojennych, w tym ławry Poczajowskiej.
Wziął udział w przeprowadzonej przez władze ZSRR likwidacji Ukraińskiej Cerkwi Greckokatolickiej.

#### Metropolita warszawski i całej Polski

##### Przybycie do Polski
W 1948 stalinowskie władze Polski odsunęły od zarządzania Polskim Autokefalicznym Kościołem Prawosławnym metropolitę warszawskiego i całej Polski Dionizego (Waledyńskiego). Został on osadzony w areszcie domowym, a następnie zmuszony do zamieszkania w urządzonym dla niego domu w Sosnowcu. Władze państwowe podjęły również decyzję o powołaniu, wbrew prawu kanonicznemu Kościoła prawosławnego, Tymczasowego Kolegium Rządzącego Polskiego Autokefalicznego Kościoła Prawosławnego w składzie: arcybiskup Tymoteusz (Szretter) jako przewodniczący, biskup Jerzy (Korenistow), ks. Jan Kowalenko, ks. Eugeniusz Naumow, ks. Wsiewołod Łopuchowicz, ks. Michał Kiedrow oraz Mikołaj Sieriebriannikow. Aby jednak Kościół prawosławny w Polsce mógł nadal legalnie działać jako autokefaliczny, niezbędny był wybór nowego zwierzchnika, co blokowały władze państwowe, twierdząc, iż żaden z potencjalnych kandydatów-biskupów nie posiada niezbędnych kwalifikacji ani autorytetu. Rozważane było sprowadzenie nowego metropolity z innego Kościoła autokefalicznego (wymieniano Bułgarski Kościół Prawosławny). Jednak dopiero w 1951 powstały rok wcześniej Urząd ds. Wyznań zasugerował Kolegium zwrócenie się do Rosyjskiego Kościoła Prawosławnego z prośbą o oddelegowanie kandydata na metropolitę warszawskiego. Wybór patriarchy Aleksego I padł na arcybiskupa Makarego (Oksijuka), delegowanego do PAKP w czerwcu 1951. Zdaniem ks. Doroteusza Sawickiego o nominacji tej przesądziła znajomość języka i zwyczajów polskich, jaką posiadał arcybiskup lwowski. W ocenie Mariusza Krzysztofińskiego i Krzysztofa Sychowicza wybór Makarego na metropolitę warszawskiego i całej Polski był zwieńczeniem wcześniejszych starań władz komunistycznych dążących do osłabienia Kościoła katolickiego poprzez wytworzenie wobec niego konkurencji – silnego prawosławia. Władze polskie chciały również wykorzystać prawosławie do zwalczania nacjonalizmu ukraińskiego i tę politykę metropolita Makary realizował po przybyciu do Polski.
Arcybiskup przybył do Polski 5 lipca 1951 i już dwa dni później został ogłoszony nowym metropolitą warszawskim przez Sobór Biskupów PAKP, z pominięciem procedur elekcyjnych przewidywanych przez statut Kościoła. Polskie władze państwowe odnosiły się do jego osoby pozytywnie, mając nadzieję na jego zaangażowanie w działania na rzecz likwidacji Cerkwi greckokatolickiej również w Polsce. Intronizacja metropolity odbyła się 8 lipca 1951 w soborze św. Marii Magdaleny w Warszawie z udziałem zaproszonych znacznie wcześniej reprezentantów Kościołów Rosyjskiego, Bułgarskiego oraz Rumuńskiego. Natomiast Patriarchat Konstantynopolitański uznał wybór nowego zwierzchnika za nielegalny, w związku z wcześniejszym usunięciem z urzędu metropolity Dionizego. Nowy zwierzchnik PAKP nigdy nie przyjął obywatelstwa polskiego, zachowując radzieckie.

##### Zmiany organizacyjne w Kościele
Makary (Oksijuk) przeprowadził gruntowne zmiany w organizacji Polskiego Autokefalicznego Kościoła Prawosławnego. Dnia 5 września 1951 zlikwidował Warszawski Duchowny Konsystorz Prawosławny i zastąpił go Kancelarią Metropolitalną, nad którą zwierzchnicy Kościoła mieli mieć ścisłą kontrolę. Nadał jej również prawo nadzoru nad całością spraw finansowych PAKP. Odrzucił również projekt reorganizacji podziału Kościoła na diecezje, przyczyniając się do przygotowania nowego, o innej koncepcji terytorialnej. Po jego uchwaleniu stanął na czele diecezji warszawsko-bielskiej. Fakt, iż metropolita przybył do Polski ze Związku Radzieckiego sprawiał, że w pierwszych latach jego kierowania Kościołem uzyskał na jego rzecz pewne ustępstwa ze stron polskich władz. Równocześnie pochodzenie hierarchy sprawiało, iż nie znał on realiów społecznych i wyznaniowych Polski, co było źródłem wielu problemów w administrowaniu Kościołem. Był zwolennikiem rosyjskiego charakteru Kościoła, przeciwnym dopuszczeniu języków polskiego, ukraińskiego i białoruskiego do wydawnictw kościelnych oraz do nabożeństw. Piotr Gerent przypuszcza przy tym, iż część działań duchownego odbieranych za jego życia jako przejawy rusyfikacji (np. nominowanie na parafie, w których dominowali Ukraińcy, duchownych niewładających ich językiem) nie były w rzeczywistości elementem polityki dyskryminacyjnej, lecz wynikały z obaw metropolity o oskarżenia o „odchylenie nacjonalistyczno-ukraińskie”. Ponadto liczba kapłanów prawosławnych w Polsce władających językiem ukraińskim była niedostateczna.
W 1954 metropolita zainicjował wydawanie rosyjskojęzycznego miesięcznika prawosławnego Cerkownyj wiestnik i sam został jego redaktorem odpowiedzialnym. Szczególną uwagę poświęcał również kształceniu duchowieństwa. Był współtwórcą Sekcji Teologii Prawosławnej na Chrześcijańskiej Akademii Teologicznej. Po 1956 przygotował nowy program kształcenia dla prawosławnego seminarium duchownego w Warszawie, wprowadzając do programu nauczania język ukraiński. 
W 1952 doprowadził do nowelizacji Statutu Parafialnego PAKP oraz Statutu Wewnętrznego Kościoła, zmierzając ku ścisłej centralizacji zarządzania Kościołem, jego reorganizacji według wzorów znanych metropolicie z Rosyjskiego Kościoła Prawosławnego. Wprowadzone przez metropolitę Makarego zmiany doprowadziły do poważnego ograniczenia kompetencji biskupów diecezjalnych, którzy bez zgody metropolity nie mogli obsadzać stanowisk kościelnych w swoich diecezjach. Zdaniem Antoniego Mironowicza działalność hierarchy i jego polityka personalna budziły negatywne odczucia zarówno u biskupów, jak i niższego duchowieństwa PAKP. W 1957 metropolita zgodził się na powołanie komisji, która miała przygotować projekt kolejnych zmian w statucie Kościoła (idących w kierunku przeciwnym niż ten, jaki sugerował Makary), jednak z powodu jego niechęci do realnej reformy statutu przygotowane przez komisję propozycje nigdy nie zostały wprowadzone w życie.

##### Misja wśród ludności greckokatolickiej
Metropolita Makary zainicjował i rozwinął działalność misyjną Kościoła prawosławnego wśród Ukraińców wyznania greckokatolickiego, przesiedlonych na północ i zachód Polski w ramach Akcji „Wisła”. Jego głównym współpracownikiem w tym zakresie był ks. Jan Lewiarz. Gdy przesiedleńcy otrzymali możliwość powrotu do miejsc pochodzenia, metropolita postanowił stworzyć prawosławne placówki duszpasterskie również w Bieszczadach i na Łemkowszczyźnie, także tam, gdzie w dwudziestoleciu międzywojennym w ogóle nie było świątyń tego wyznania. Starania metropolity były popierane przez Urząd ds. Wyznań. Zaangażowanie Kościoła prawosławnego w likwidację katolicyzmu obrządku bizantyjskiego w Polsce sprawiło, iż władze zgodziły się zwrócić prawosławnym kilka świątyń w województwie lubelskim, które wcześniej były otwierane jedynie okazjonalnie. W 1957 Urząd ds. Wyznań nakazał także przekazywać prawosławnym porzucone po 1947 cerkwie i inne obiekty należące dawniej do grekokatolików na Rzeszowszczyźnie. W praktyce nie zawsze władze lokalne realizowały bez problemów to zalecenie.
Według Antoniego Mironowicza wysiłki Makarego w ramach krzewienia prawosławia kosztem Kościoła greckokatolickiego władze polskie uznały ostatecznie za niewystarczające.

### Kontakty z innymi Cerkwiami autokefalicznymi
W grudniu 1953 Makary wziął udział w uroczystościach restytucji Patriarchatu Bułgarskiego.

#### Wyjazd z Polski

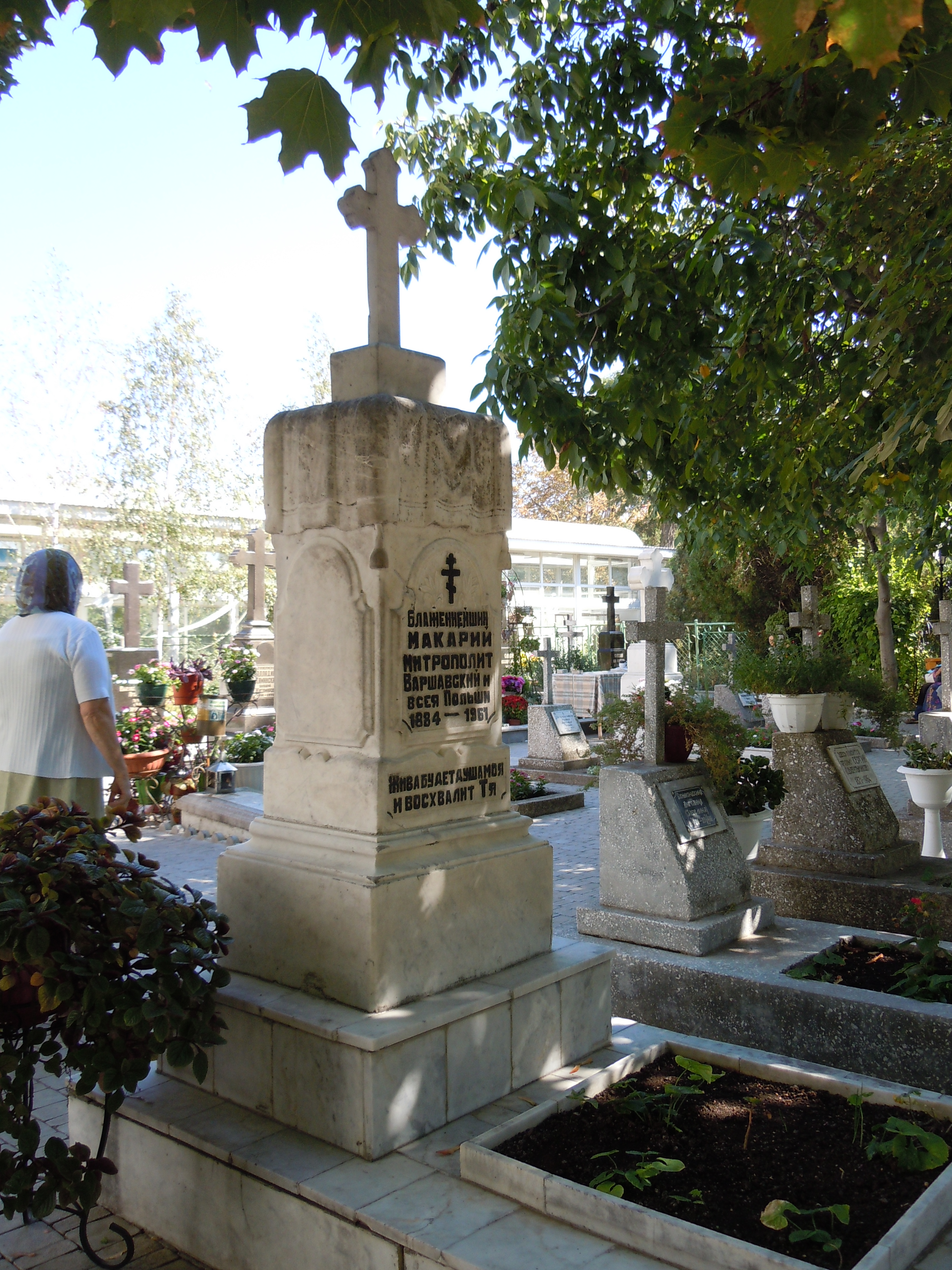
Grób metropolity na brackim cmentarzu monasteru Zaśnięcia Matki Bożej w Odessie

Metropolita Makary nie spełnił oczekiwań, jakie stawiały mu władze polskie. Od 1957 władze polskie przygotowywały odsunięcie metropolity Makarego od kierowania Kościołem i zastąpienia go duchownym posiadającym obywatelstwo polskie, lub też działającym w PAKP przed II wojną światową i przebywającym na emigracji. Ostatecznie z zamiarów tych zrezygnowano, gdyż zły stan zdrowia hierarchy i tak de facto uniemożliwiał mu kierowanie PAKP. Jego zadania spełniał tymczasowo arcybiskup Tymoteusz (Szretter). W 1957 Urząd ds. Wyznań następująco oceniał jego działalność:

Metropolita Makary (...) nie potrafił wskutek nieznajomości miejscowych warunków wykonać zadań postawionych przed Kościołem: nie udało mu się ani zdobyć autorytetu i zaufania u biskupów i kleru, w stosunku do których cechował go despotyzm i bezwzględność, ani sympatii wyznawców, ani zrealizować wytycznych i zadań Urzędu (...)

Od 1956 metropolita zaczął otrzymywać listy i telefony z pogróżkami, w których żądano od niego wyjazdu z Polski. 
Negatywną ocenę działalności Makarego (Oksijuka) w Polsce podziela Kazimierz Urban, który jest zdania, iż duchowny doprowadził do zahamowania rozwoju PAKP i zapanowania w nim wewnętrznej stagnacji. Z kolei Piotr Gerent uważa, iż metropolita Makary dokonał w organizacji Kościoła i jego instytucji edukacyjnych zmian na tyle ważnych, że negatywne oceny jego dorobku należy uznać za krzywdzące.
Dnia 9 grudnia 1959 metropolita Makary ostatecznie zrezygnował z urzędu i odszedł w stan spoczynku. Zdaniem ks. Sawickiego decyzję tę podjął, gdyż zorientował się, iż nie uda mu się kierować Kościołem bez ingerencji państwowej, w dodatku jego stan zdrowia uniemożliwia mu szerszą aktywność. W maju 1960 wyjechał do Moskwy, oficjalnie na leczenie, stamtąd przeniósł się do Odessy, gdzie zmarł 1 lub 2 marca 1961. Jego wyjazd z Polski odbył się w porozumieniu z władzami radzieckimi oraz z patriarchą Aleksym I, który wystosował oficjalne zaproszenie do Moskwy dla odchodzącego metropolity. Został pochowany na cmentarzu monasteru Zaśnięcia Matki Bożej w Odessie.